# Eriotortrix iresinephora
Eriotortrix iresinephora är en fjärilsart som beskrevs av Józef Razowski 1988. Eriotortrix iresinephora ingår i släktet Eriotortrix och familjen vecklare. Inga underarter finns listade i Catalogue of Life.